# Giáo hoàng Clêmentê VIII
Clêmentê VIII (Latinh: Clemens VIII) là vị giáo hoàng thứ 231 của giáo hội công giáo.
Theo niên giám tòa thánh năm 1806 thì ông đắc cử Giáo hoàng năm 1592 và ở ngôi Giáo hoàng trong 13 năm 1 tháng 3 ngày. Niên giám tòa thánh năm 2003 xác định ông đắc cử Giáo hoàng ngày 30 tháng 1 năm 1592, ngày khai mạc chức vụ mục tử đoàn chiên chúa là ngày 9 tháng 2 năm và ngày kết thúc triều đại của ông là ngày 3 tháng 3 năm 1605.

## Giáo hoàng
Giáo hoàng Clemens VIII sinh tại Florence ngày 24 tháng 2 năm 1536 với tên rửa tội là Ippolito Aldobrandini. Ông có một đời sống khắc khổ, và không như Sixtus V, ông rất mền dẻo trong hành động. 

### Cải cách giáo hội
Tiếp tục công việc của các vị tiền nhiệm, ông cho tái bản và bổ sung Sách kinh nguyện, Sách lễ, sách Nghi thức Phục vụ, Mục lục sách cấm. Bản dịch "Vulgata Sixtina" cũng được duyệt lại và xuất bản năm 1592 lấy tên là bản Vulgata-Sixtina-Clementina.
Trong việc tổ chức Tòa thánh, Clement sử dung nhiều hồng y danh tiếng và tài đức như hồng y Baronio, Bellarmino...Ông là một người học thức có xu hướng xa hoa.

### Quan hệ với các nước
Ông đã tái lập hoà bình cho Pháp và Tây Ban Nha. Mặc dù đã được vua Philipphê II hỗ trợ để được bầu lên, ông đã là Giáo hoàng đầu tiên chống lại quyền phủ quyết và sự nhúng tay của các vua chúa vào việc bầu Giáo hoàng.
Ông công nhận sự hợp pháp của vua Henri IV, vua nước Pháp, và đã góp phần ổn định Giáo hội tại miền này.
Clement còn tìm cách đua vua James I (1603-1625) và Giáo hội Anh trở về nhưng không thành.
Sự hiệp nhất của Giáo hội Ruthène (Ba-lan) và Giáo hội Ukraina với Rôma đã diễn ra năm 1595, dưới triều đại Giáo hoàng của ông: Các Kitô-hữu hiệp nhất vẫn giữ nguyên Phụng vụ và Lịch Phụng vụ của mình. 

### Năm thánh 1600
Năm Thánh 1600 được xem là một trong những Năm Thánh thành công nhất về số người tham dự và về lòng đạo đức của giáo hữu với hơn 300.000 khách hành hương từ khắp châu Âu quy tụ về Rôma. Những chỗ trọ do các hiệp hội xây tại Rôma giúp giải quyết vấn đề ăn ở của khách hành hương mà đại đa số là người nghèo không có đủ tiền trả khách sạn.
Cùng năm 1600, Giordano Bruno bị kết án là lạc giáo và bị thiêu sống. Ông là vị Giáo hoàng cuối cùng của Phản cải cách, qua đời ngày 3 tháng 3 năm 1605 tại Rôma.
Ông đã can thiệp vào cuộc tranh luận giữa các tu sĩ Dòng Tên và Dòng Đa-minh về sự tiền định, về ý chí tự do và ân sủng. Ông đã cho lập một ủy ban, nhưng công việc của ủy ban này đã không thoả mãn ông, mà cũng không thoả mãn các tu sĩ Dòng Tên. Ông qua đời trước khi giải quyết được sự va chạm.